# Herman-Adolphe de Lippe
Herman Adolphe, Comte de Lippe-Detmold (1616–1666) est un comte de Lippe de 1652 à sa mort.

## Biographie
Il est le fils le comte Simon VII de Lippe et son épouse, la comtesse Anne Catherine de Nassau-Wiesbaden-Idstein (1590 -1622).
En 1659, il complète l'expansion du château à Horn-Bad Meinberg avec un splendide porte d'entrée baroque. Le blason de Herman Adolphe et sa femme peut encore être vu au-dessus de cette porte.
De 1663 à 1664, il combat dans la 4e guerre Austro-turque à la tête d'une compagnie de 140 soldats, qui sont retournés à Lippe, après la Paix de Vasvár.

## Mariage et descendance
En 1648, il épouse la comtesse Ernestine de Ysenburg-Büdingen-Birstein (9 février 1614 – 5 décembre 1665) d'Offenbach. Ils ont quatre enfants:
- Simon-Henri de Lippe (13 mars 1649 – 2 mai 1697), marié à Amélie de Dohna-Vianen (2 février 1645 – 11 mars 1700), de La Haye
- Anne-Marie (20 février 1651 – 22 juillet 1690)
- Ernestine-Sophie (9 mars 1652 – 22 janvier 1702)
- Jeanne-Élisabeth (6 août 1653 – 5 juin 1690), épouse le comte Christophe Frédéric de Dohna-Lauck (de)

Après la mort de Ernestine, le 5 décembre 1665, il épouse en 1666, la comtesse Amélie de Lippe-Frein (20 septembre 1629 – 19 août 1676). Ce mariage est resté sans enfant.